# Truyền thông dòng chính

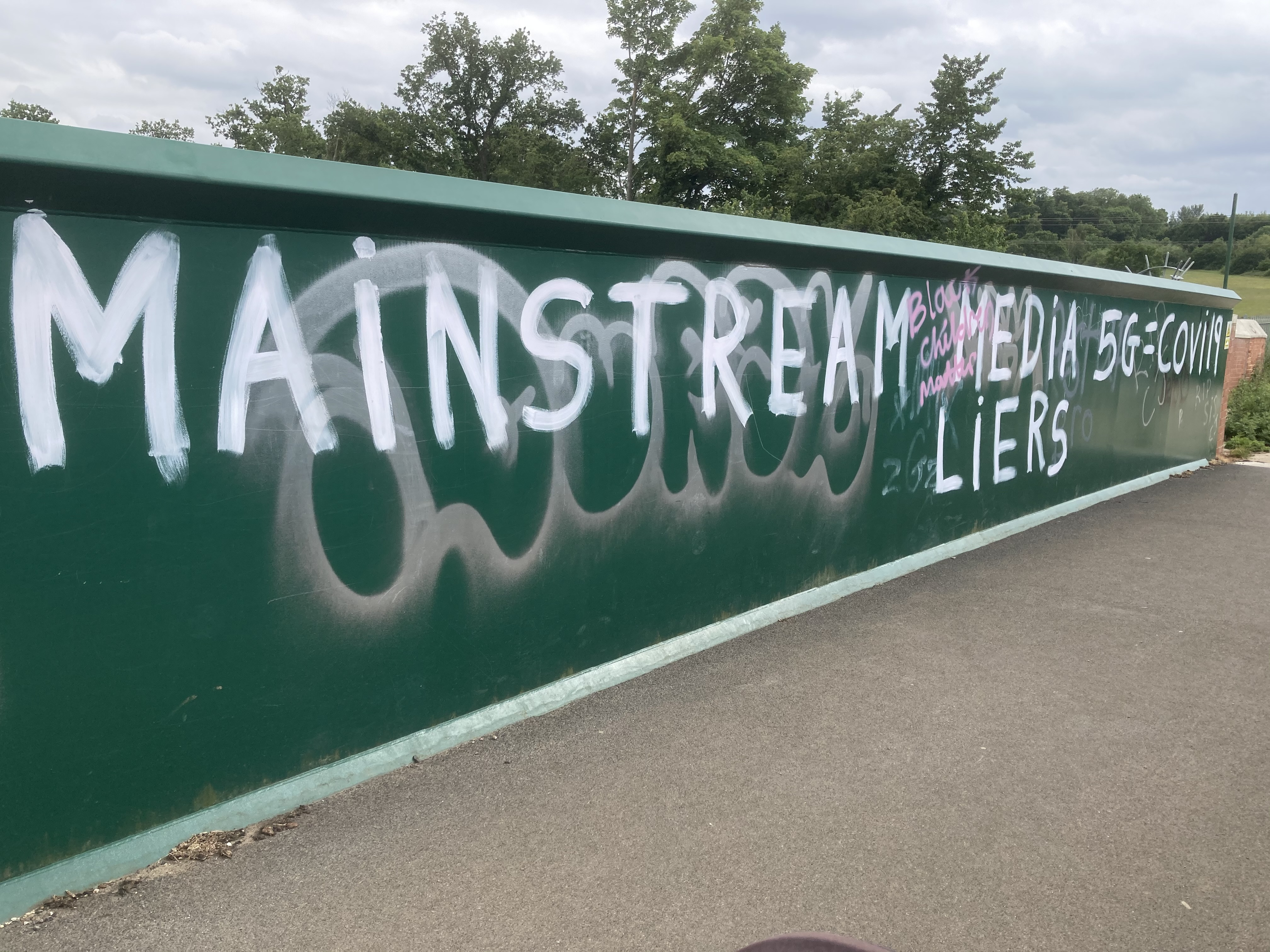
Một khẩu hiệu đả kích truyền thông dòng chính

Truyền thông dòng chính (Mainstream media) hay phương tiện truyền thông chính thống  (MSM) là một thuật ngữ và chữ viết tắt dùng để chỉ chung về các phương tiện thông tin đại chúng khác nhau với quy mô lớn có sức ảnh hưởng đến nhiều người, đồng thời phản ánh và định hình, định hướng, dẫn dắt các dòng tư tưởng đang thịnh hành. Thuật ngữ này được sử dụng để tương phản với phương tiện thay thế. Thuật ngữ truyền thông dòng chính thường được sử dụng chỉ về các Tập đoàn truyền thông lớn, bao gồm báo chí và phương tiện truyền thông mà trải qua quá trình sáp nhập liên tiếp ở nhiều quốc gia trong hệ thống truyền thông phương Tây. Sự tập trung quyền sở hữu phương tiện truyền thông đã làm dấy lên mối lo ngại về sự đồng nhất giữa các quan điểm được trình bày với người tiếp nhận tin tức, độc giả do sự chi phối, thao túng của giới tài phiệt, trùm truyền thông. Do đó, thuật ngữ phương tiện truyền thông chính thống đã được sử dụng trong cuộc trao đổi và thế giới blog, đôi khi theo nghĩa đối lập, miệt thị hoặc bác bỏ, khi thảo luận về phương tiện truyền thông đại chúng và thiên vị truyền thông.

## Đại cương

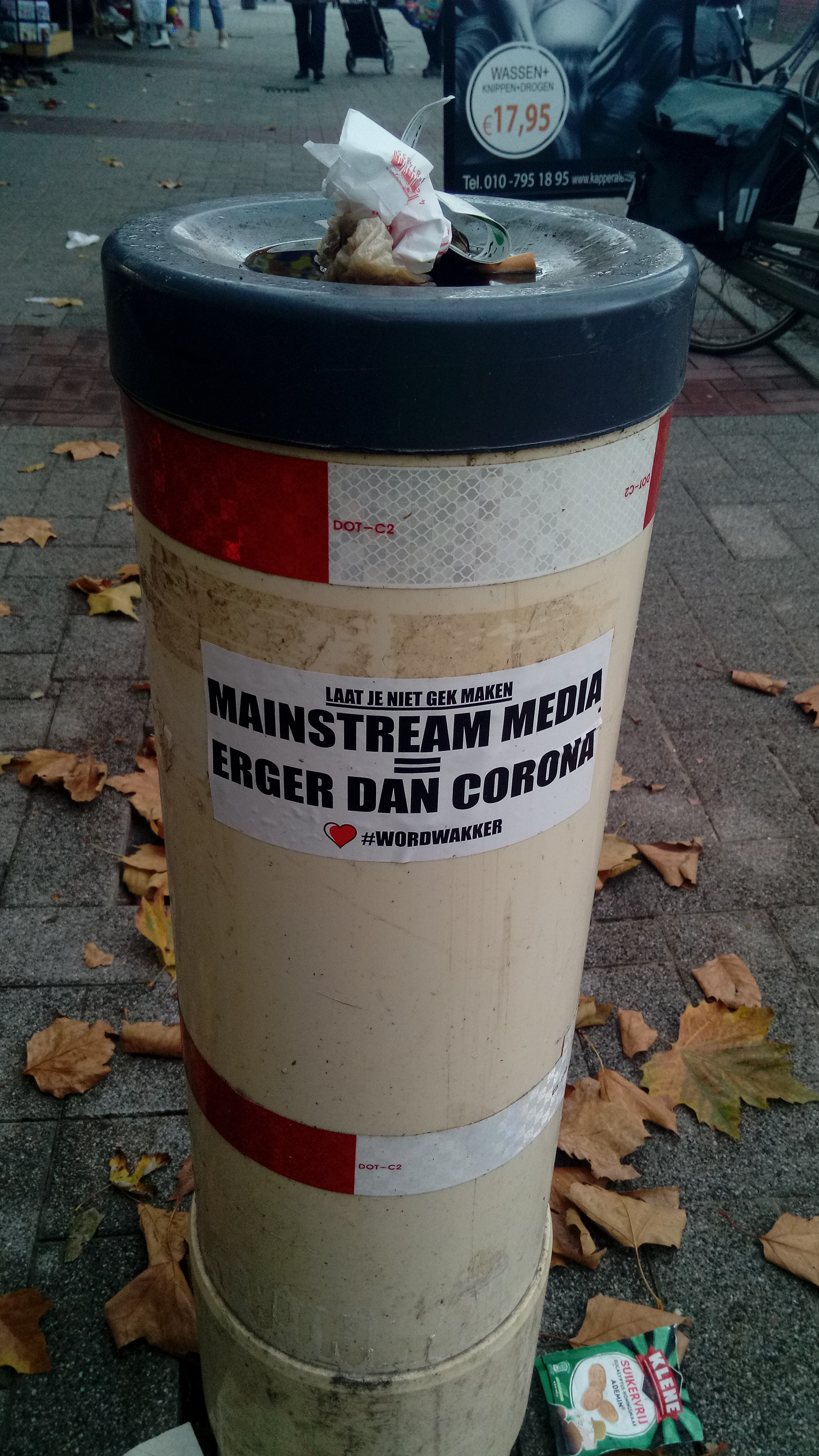
Một cái thùng rác bị ghi chữ truyền thông dòng chính

Trong suốt nhiều thế kỷ, các kênh truyền thông chính thống được coi là những nguồn thông tin nhanh và tin cậy nhất. Trước khi Internet và mạng xã hội ra đời, truyền thông chính thống có sức ảnh hưởng to lớn tới công chúng thông qua việc định hướng và tái định hướng dư luận về những vấn đề chính trị, kinh tế và xã hội. Mặt khác, khi những đế chế truyền thông hoạt động vì lợi nhuận, người ta bắt đầu chú trọng đưa tin về lĩnh vực giải trí, loại tin tức dễ thu hút đông đảo công chúng, hơn tin tức thời sự. Dần dần, tin tức trở thành một loại hàng hóa được sản xuất hàng loạt, còn độc giả thì ngày càng dành ít thời gian để đọc và suy nghĩ một cách thấu đáo. Tuy nhiên, sự xuất hiện của các trang mạng xã hội đã thay đổi một cách căn bản dòng chảy thông tin, từ mô hình truyền thông một nguồn-nhiều người nhận đến mô hình mạng lưới nhiều nguồn-nhiều người nhận, điển hình như các trang blog. Thậm chí, thay vì tự thu thập và điều tra thông tin như trước, nhiều nhà báo chuyển sang tìm kiếm tư liệu trên mạng xã hội. Việc thu thập thông tin đôi khi chỉ đơn giản là tiếp nhận và phát tán nội dung từ những nguồn tin tự do không có chuyên môn, đôi khi thậm chí không thông qua biên tập hay kiểm chứng.
Tại Hoa Kỳ, việc sản xuất phim được biết là do các hãng phim lớn thống trị kể từ đầu thế kỷ XX; trước đó, đã có một khoảng thời gian Edison's Trust độc quyền trong ngành điện ảnh. Vào đầu thế kỷ XXI, ngành công nghiệp âm nhạc và truyền hình phải chịu sự điều chỉnh của hợp nhất phương tiện truyền thông, với việc công ty mẹ của Sony Music Entertainment sáp nhập bộ phận âm nhạc của họ với Bertelsmann AG, BMG để thành lập Sony BMG và The WB của Warner Bros, Entertainment và UPN của CBS Corp. đã hợp nhất để tạo thành The CW. Trong trường hợp của Sony BMG đã tồn tại một "Big Five" (Bộ 5), sau này là "Bộ tứ hãng thu âm" (Big Four) của công ty thu âm quy mô, trong khi việc thành lập The CW là một nỗ lực để củng cố xếp hạng và đứng lên chống lại "Big4" của truyền hình mạng của Mỹ (mặc dù CW thực sự thuộc sở hữu một phần của một trong Big Four ở CBS). Trong lĩnh vực truyền hình, phần lớn các mạng truyền hình và truyền hình cáp cơ bản, tổng cộng hơn một trăm, được kiểm soát bởi tám tập đoàn gồm Fox Corporation, The Walt Disney Company (bao gồm ABC, ESPN, FX và Các thương hiệu của Disney), National Amusements (sở hữu Paramount Global), Comcast (sở hữu NBCUniversal), Warner Bros. Discovery, E. W. Scripps Company, Altice USA hoặc một số liên kết, hợp tác của những chủ thể này.
Theo thời gian, tốc độ sáp nhập các phương tiện truyền thông đã tăng lên, trong khi số lượng các phương tiện truyền thông cũng tăng lên. Điều này đã dẫn đến tập trung quyền sở hữu phương tiện truyền thông cao hơn, với ít công ty sở hữu nhiều phương tiện truyền thông hơn. Một số nhà phê bình, chẳng hạn như Ben Bagdikian, đã chỉ trích sự tập trung quyền sở hữu, cho rằng việc mua lại các phương tiện truyền thông lớn sẽ hạn chế thông tin mà công chúng có thể tiếp cận. Có ý kiến bình luận rằng truyền thông Hoa Kỳ ngày nay giống với truyền thông Xô Viết khi xưa. Mỗi câu chuyện được dựng lên bởi các hãng truyền thông dòng chính đều chứng minh là đã sai, các hãng truyền thông dòng chính đã sai và cố tình dối trá để che giấu sự thật.. Các nhà bình luận khác, chẳng hạn như Ben Compaine và Jack Shafer, nhận thấy lời phê bình của Bagdikian đã bị thổi phồng quá mức. Shafer lưu ý rằng người tiêu dùng truyền thông Hoa Kỳ có nhiều nguồn tin tức khác nhau, bao gồm cả các nguồn quốc gia và địa phương độc lập. Compaine lập luận rằng, dựa trên các số liệu kinh tế như Chỉ số Herfindahl-Hirschman, ngành truyền thông không tập trung lắm và không trở nên tập trung hơn trong những năm 1990 và 2000. Compaine cũng chỉ ra chỉ ra rằng hầu hết các vụ sáp nhập truyền thông không chỉ đơn thuần là mua lại mà còn bao gồm cả việc thoái vốn. Một trong những thương vụ mua bán và sáp nhập lớn nhất trong thế giới truyền thông chính thống là Disney mua lại 21st Century Fox cùng tất cả tài sản để đạt được với sự hợp nhất này là hoàn thành các quyền đối với phần còn lại của loạt phim Marvel. Trước đây Disney không có quyền đối với các nhượng quyền thương mại như X-Men và một số bản quyền phim Spider-Man.